# ポドヴォリエ

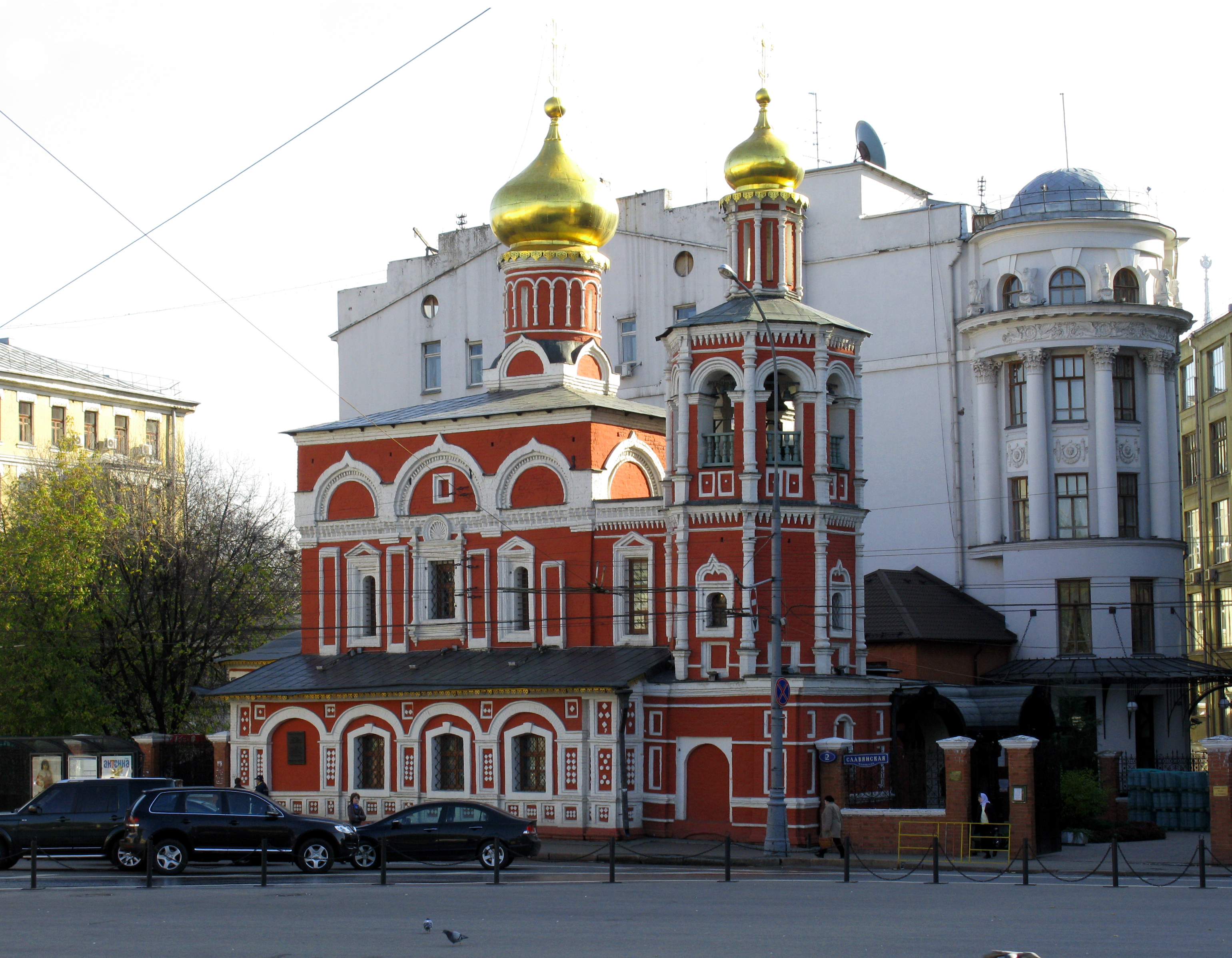
アレクサンドリア総主教庁のポドヴォリエが入っている衆聖人聖堂（モスクワ）

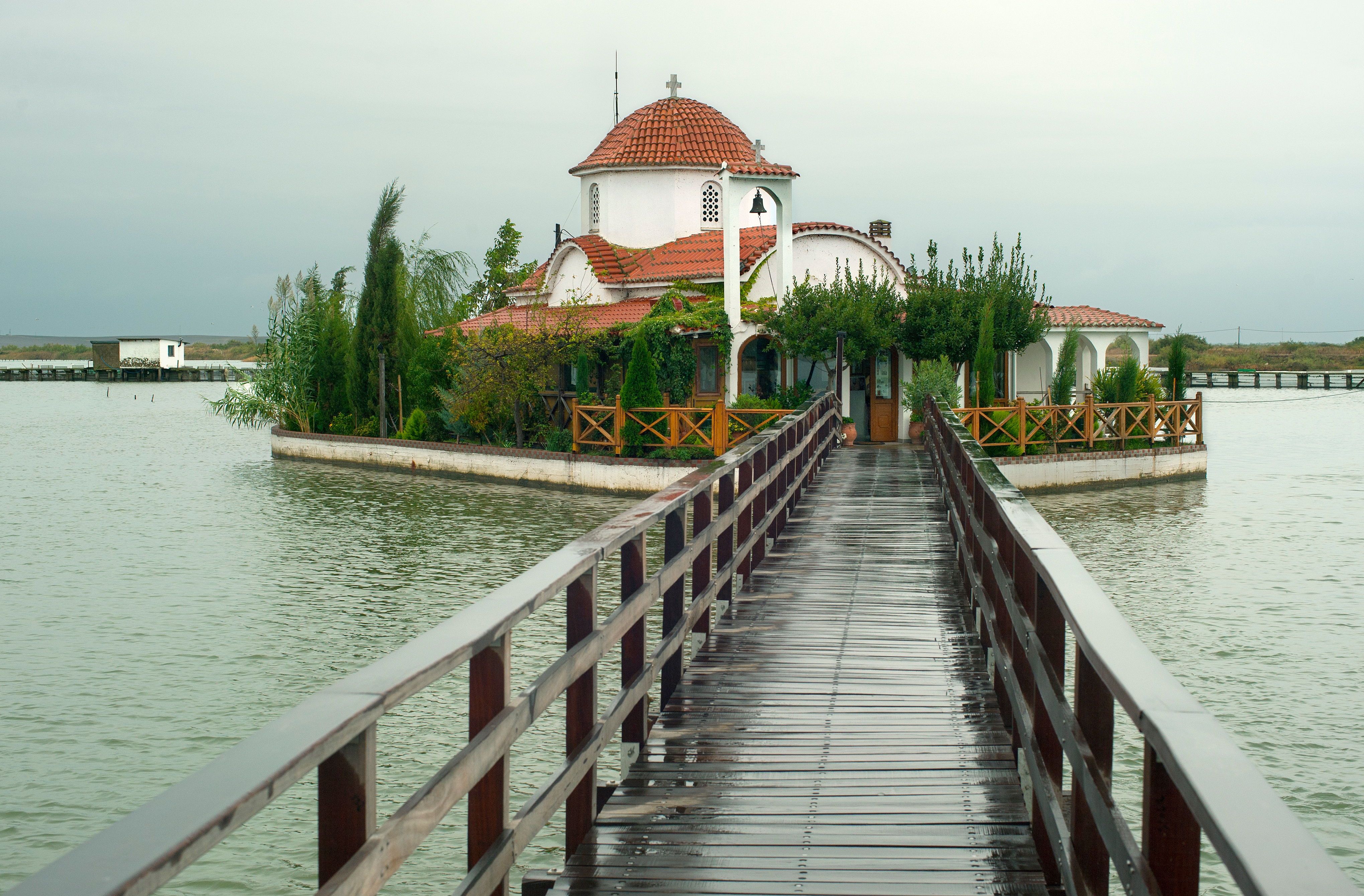
アトス山：ヴァトペディ修道院のメトヒ（ギリシャ、ヴィストニダ湖）

ポドヴォリエ（ロシア語: подворье, ギリシア語: Μετόχι, 英語: metochion（もしくはpodvorie）とは、独立正教会・自治正教会・修道院の出張所として機能し、大使館的な役割を与えられている、正教会の教会組織の一種。現代ギリシャ語表記（Μετόχι）からはメトヒと転写し得る。漢字などによる日本語訳は存在しておらず、日本ハリストス正教会でもロシア語名を片仮名で転写した表記がそのまま用いられている。

## 概説
国外に居住する信徒の為に、その地域の教会の祝福を得た上でポドヴォリエが設けられ、その地域で用いられる言語とは別の言語を用いて奉神礼を行っているポドヴォリエもある。
日本でも、ロシア正教会による「モスクワ総主教庁駐日ポドヴォリエ」が本駒込と下目黒に存在し、主としてロシア人信徒のために、奉神礼の大半を教会スラヴ語で行っている。ただし、日本人信徒やギリシャ人信徒をはじめとしたロシア以外の国の信徒も（多くは無いが）若干名所属しており、ロシア人以外の信徒の参加は妨げられていない。このように参加信徒を特定の民族・同郷人等に限定しない事は、日本以外におけるポドヴォリエでも同様である。

## 画像

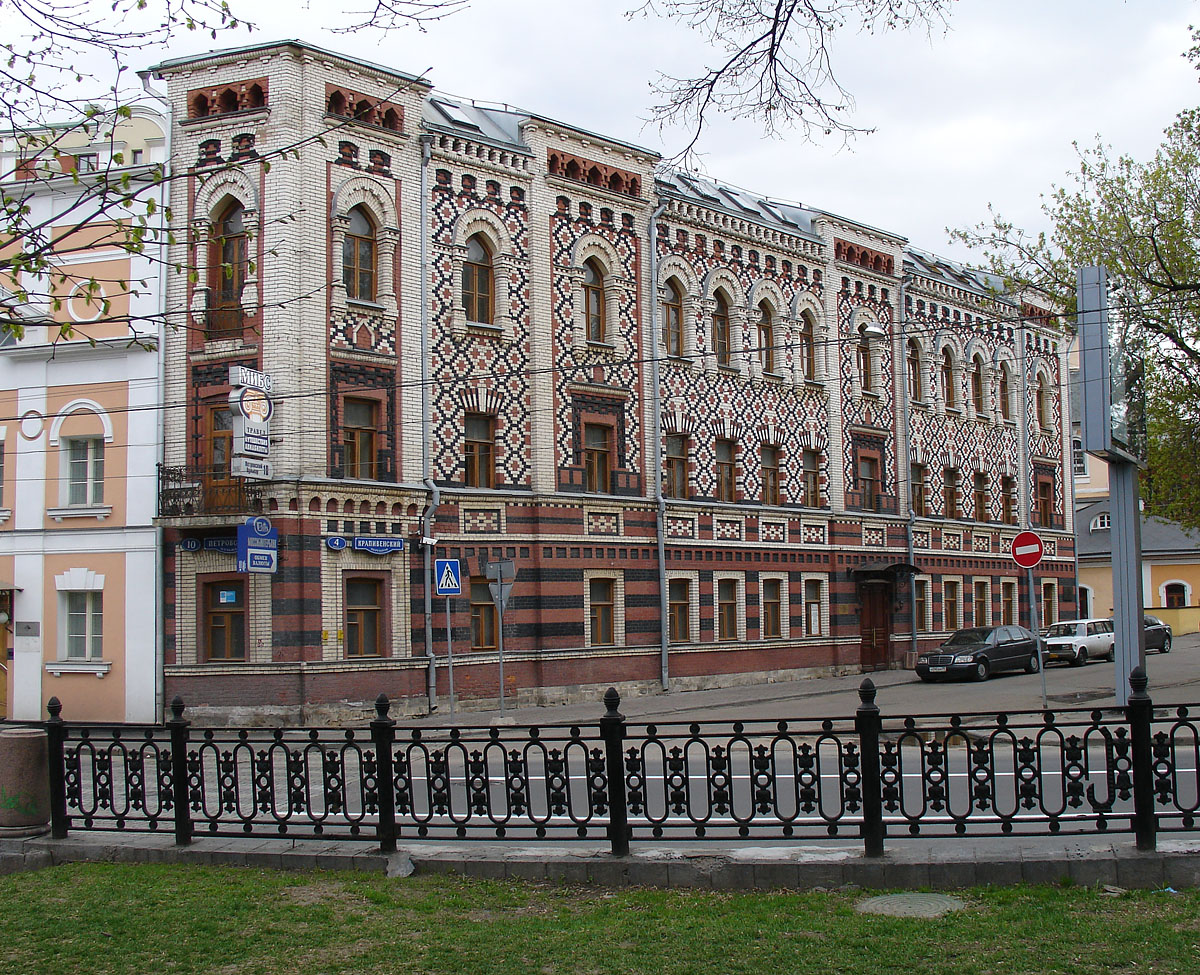
コンスタンディヌーポリ総主教庁のポドヴォリエ（ロシア、モスクワ）
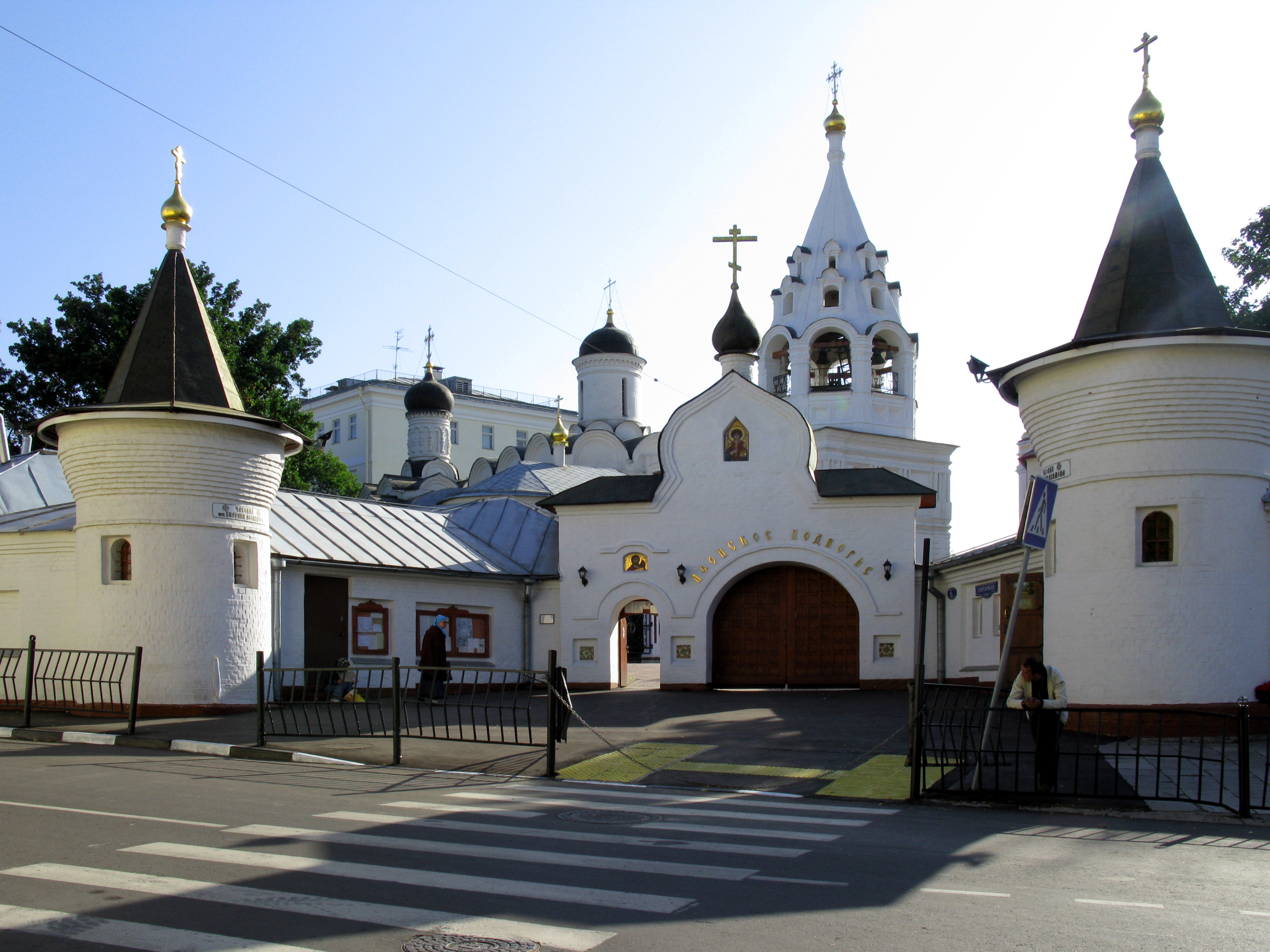
アトス山のポドヴォリエ、克肖者聖ニキタ聖堂（ロシア、モスクワ）
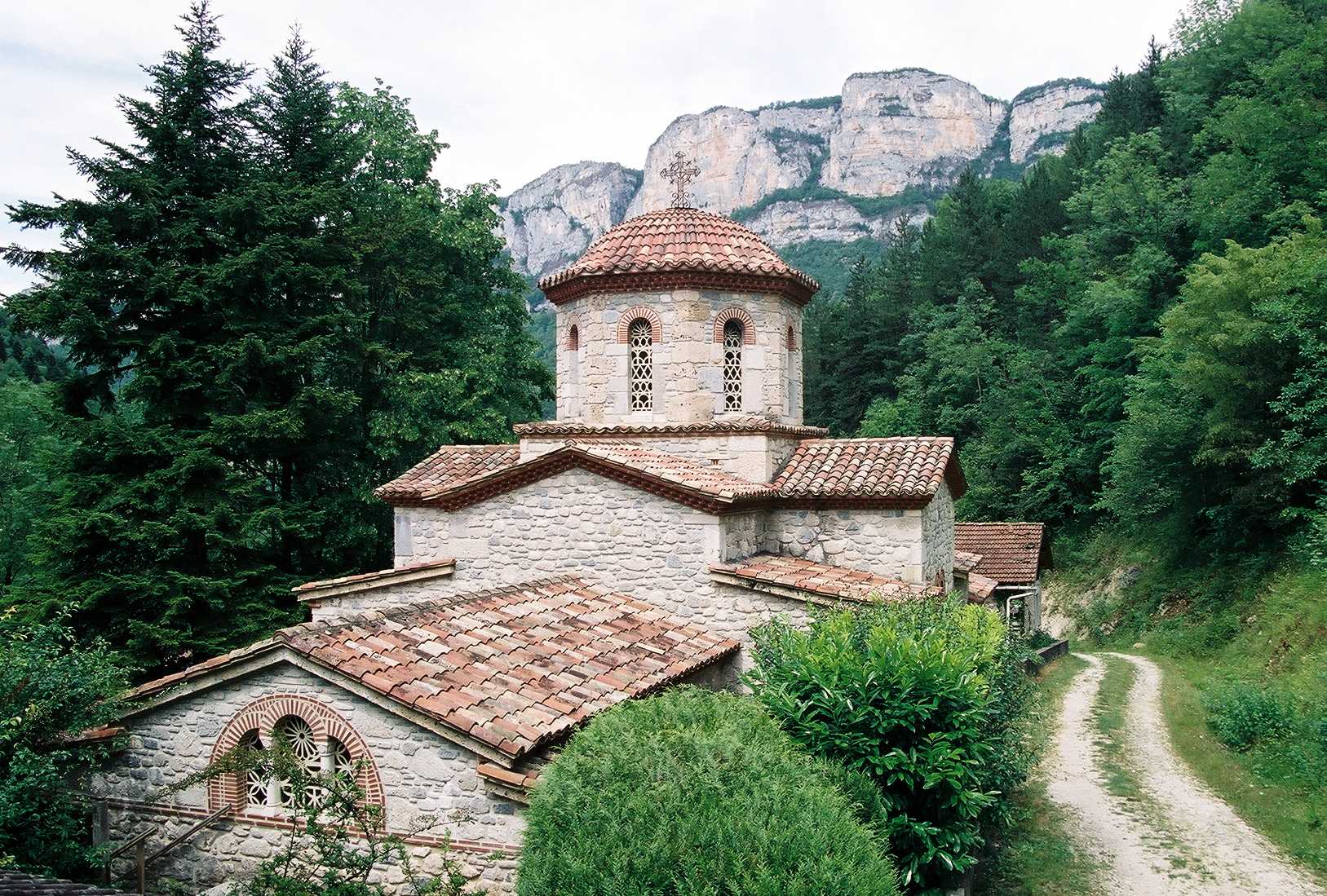
アトス山：シモノペトラ修道院のメトヒ（フランス、ドローム県）
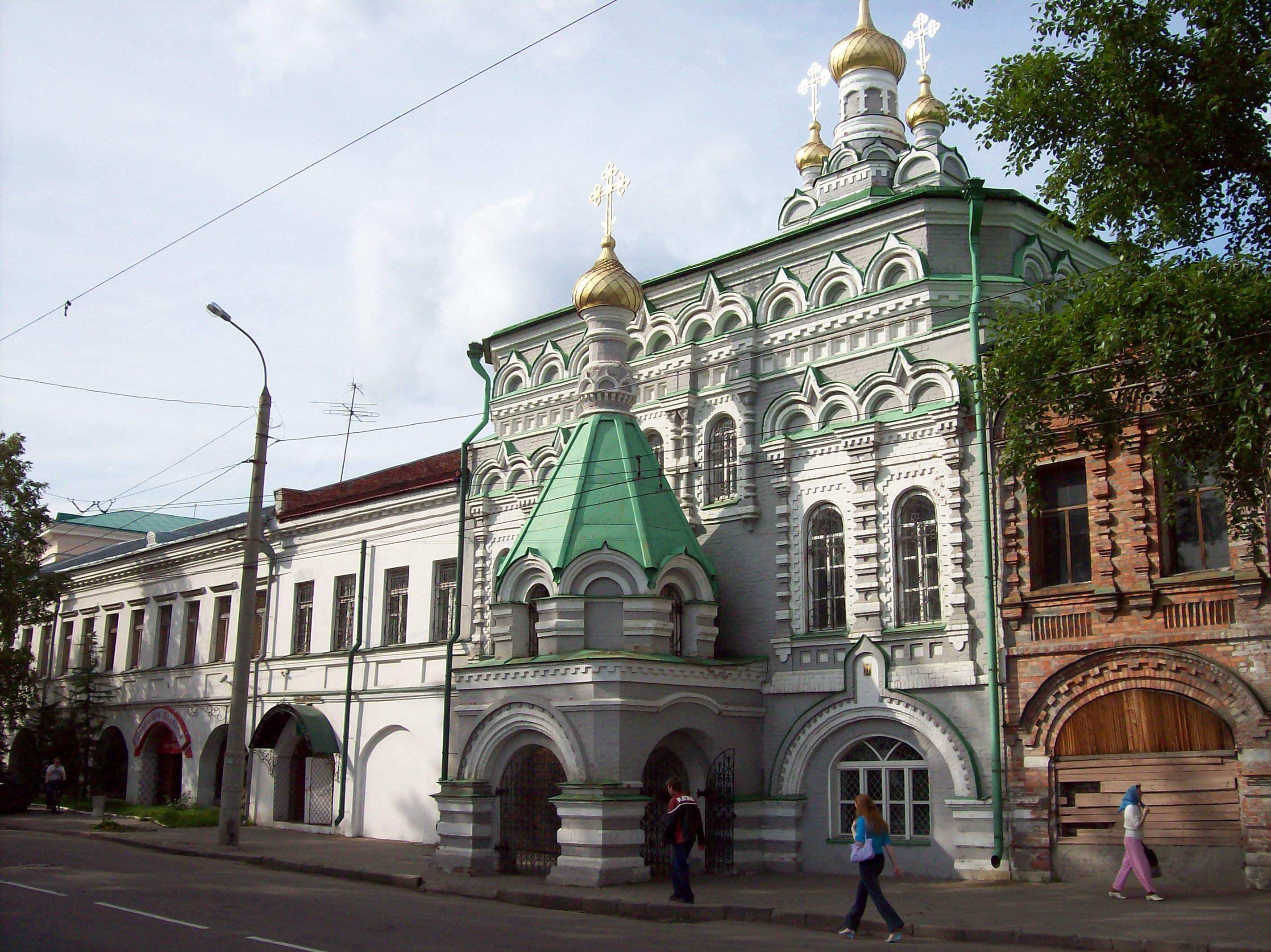
ソロヴェツキー修道院のポドヴォリエ、聖ゾシマ聖堂（ロシア、アルハンゲリスク）